# هوک اووی (آریزونا)
هوک اووی (به انگلیسی: Huk Ovi) یک منطقهٔ مسکونی در ایالات متحده آمریکا است که در آریزونا واقع شده‌است. هوک اووی ۱٬۹۳۹ متر بالاتر از سطح دریا واقع شده‌است.